# Listă de aeroporturi după codul ICAO: Z
Mai jos este lista de aeroporturi al căror cod ICAO începe cu litera Z.
Această listă este generată cu date din Wikidata și este actualizată periodic de un robot.
 Editările făcute în listă vor fi șterse la următoarea actualizare!
| Imagine | Cod ICAO  | Articol                                     |
| ------- | --------- | ------------------------------------------- |
|         | ZBMZ      | Aeroportul Manzhouli Xijiao                 |
|         | ZGCD      | Aeroportul Changde Taohuayuan               |
|         | ZSGS      | Aeroportul Jinggangshan                     |
|         | ZSJJ      | Aeroportul Jiujiang Lushan                  |
|         | ZWAK      | Aeroportul Aksu                             |
|         | ZYMH      | Aeroportul Mohe Gulian                      |
|         | ZPMS      | Aeroportul Dehong Mangshi                   |
|         | ZUZH      | Aeroportul Panzhihua Bao'anying             |
|         | ZPWS      | Aeroportul Wenshan Puzhehei                 |
|         | ZSJU      | Aeroportul Quzhou                           |
|         | ZSLQ      | Aeroportul Taizhou Luqiao                   |
|         | ZULZ      | Aeroportul Luzhou Yunlong                   |
|         | ZBYC      | Aeroportul Yuncheng Guangong                |
|         | ZBLA      | Aeroportul Hulunbuir Hailar                 |
|         | ZBTL      | Aeroportul Tongliao                         |
|         | ZBXH      | Aeroportul Xilinhot                         |
|         | ZSWF      | Aeroportul Weifang                          |
|         | ZBDT      | Aeroportul Datong Yungang                   |
|         | ZLAK      | Aeroportul Ankang Wulipu                    |
|         | ZLAK      | Aeroportul Ankang Fuqiang                   |
|         | ZLZW      | Aeroportul Zhongwei Shapotou                |
|         | ZUTR      | Aeroportul Tongren Fenghuang                |
|         | ZYJZ      | Aeroportul Jinzhou Bay                      |
|         | ZGHY      | Aeroportul Hengyang Nanyue                  |
|         | ZHNY      | Aeroportul Nanyang Jiangying                |
|         | ZKHM      | Aeroportul Chongjin                         |
|         | ZLGL      | Aeroportul Golog                            |
|         | ZWKM      | Aeroportul Karamay                          |
|         | ZWSC      | Aeroportul Shache                           |
|         | ZYFY      | Aeroportul Fuyuan Dongji                    |
|         | ZBAR      | Aeroportul Alxa Right Banner Badanjilin     |
|         | ZUWL      | Aeroportul Chongqing Xiannüshan             |
|         | ZLYS      | Aeroportul Yushu Batang                     |
|         | ZYHB      | Aeroportul Internațional Harbin Taiping     |
|         | ZBUL      | Aeroportul Ulanhot                          |
|         | ZGOW      | Aeroportul Jieyang Chaoshan                 |
|         | ZHSY      | Aeroportul Shiyan Wudangshan                |
|         | ZGFS      | Aeroportul Foshan Shadi                     |
|         | ZGGG      | Aeroportul Internațional Guangzhou Baiyun   |
|         | ZGHC      | Aeroportul Hechi Jinchengjiang              |
|         | ZWKL      | Aeroportul Korla                            |
|         | ZWKN      | Aeroportul Kanas                            |
|         | ZWSH      | Aeroportul Kashgar                          |
|         | ZLGY      | Aeroportul Guyuan Liupanshan                |
|         | ZURK      | Aeroportul Shigatse Peace                   |
|         | ZPLC      | Aeroportul Lincang                          |
|         | ZSJG      | Aeroportul Jining Qufu                      |
|         | ZSYC      | Aeroportul Yichun Mingyueshan               |
|         | ZUWS      | Aeroportul Wushan Shennüfeng                |
|         | ZGDY      | Aeroportul Zhangjiajie Hehua                |
|         | ZSTX      | Aeroportul Internațional Huangshan Tunxi    |
|         | ZBAD      | Aeroportul Internațional Beijing Daxing     |
|         | ZGHZ      | Aeroportul Huizhou                          |
|         | ZJHK      | Aeroportul Internațional Haikou Meilan      |
|         | ZYTX      | Aeroportul Internațional Shenyang Taoxian   |
|         | ZPPP      | Aeroportul Internațional Kunming Changshui  |
|         | ZSWH      | Aeroportul Weihai Dashuibo                  |
|         | ZYYJ      | Aeroportul Yanji Chaoyangchuan              |
|         | ZGKL      | Aeroportul Internațional Guilin Liangjiang  |
|         | ZSHC      | Aeroportul Internațional Hangzhou Xiaoshan  |
|         | ZYCC      | Aeroportul Internațional Changchun Longjia  |
|         | ZLDH      | Aeroportul Dunhuang                         |
|         | ZSQD      | Aeroportul Internațional Qingdao Liuting    |
|         | ZSQD      | Aeroportul Qingdao Jiaodong                 |
|         | ZPNL      | Aeroportul Lugu Lake                        |
|         | ZHAY      | Aeroportul Anyang Yudongbei                 |
|         | ZUTF      | Aeroportul Internațional Chengdu Tianfu     |
|         | ZBNY      | Aeroportul Beijing Nanyuan                  |
|         | ZYMD      | Aeroportul Internațional Mudanjiang Hailang |
|         | ZUAL      | Aeroportul Ngari Günsa                      |
|         | ZWAT      | Aeroportul Altay                            |
|         | ZMDZ      | Aeroportul Dalanzadgad                      |
|         | ZBER      | Aeroportul Internațional Erenhot Saiwusu    |
|         | ZKPY      | Aeroportul Internațional Sunan              |
|         | ZHHH      | Aeroportul Internațional Wuhan Tianhe       |
|         | ZHSS      | Aeroportul Shashi                           |
|         | ZBYN      | Aeroportul Taiyuan Wusu                     |
|         | ZMCK      | Aeroportul Internațional New Ulaanbaatar    |
|         | ZMHH      | Aeroportul Kharkhorin                       |
|         | ZLXY      | Aeroportul Internațional Xi'an Xianyang     |
|         | ZPBS      | Aeroportul Baoshan Yunduan                  |
|         | ZPTC      | Aeroportul Tengchong Tuofeng                |
|         | ZSWX      | Aeroportul Internațional Sunan Shuofang     |
|         | ZPDL      | Aeroportul Dali                             |
|         | ZYDQ      | Aeroportul Daqing Sartu                     |
|         | ZHCC      | Aeroportul Zhengzhou Xinzheng               |
|         | ZPJM      | Aeroportul Lancang                          |
|         | ZYJS      | Aeroportul Jiansanjiang Shidi               |
|         | ZSRZ      | Aeroportul Rizhao Shanzihe                  |
|         | RCLM Z28X | Aeroportul Dongsha                          |
|         | ZGWZ      | Aeroportul Wuzhou Xijiang                   |
|         | ZYSQ      | Aeroportul Songyuan Chaganhu                |
|         | ZSCG      | Aeroportul Changzhou Benniu                 |
|         | ZYBS      | Aeroportul Changbaishan                     |
|         | ZYCH      | Aeroportul Changhai                         |
|         | ZPDQ      | Aeroportul Dêqên Shangri-La                 |
|         | ZGHA      | Aeroportul Internațional Changsha Huanghua  |
|         | ZMBH      | Aeroportul Bayankhongor                     |
|         | ZJQH      | Aeroportul Qionghai Bo'ao                   |
|         | ZYQQ      | Aeroportul Qiqihar Sanjiazi                 |
|         | ZBZL      | Aeroportul Zhalantun Chengjisihan           |
|         | ZMHG      | Aeroportul Khatgal                          |
|         | ZLHX      | Aeroportul Huatugou                         |
|         | ZLHZ      | Aeroportul Hanzhong Chenggu                 |
|         | ZLJC      | Aeroportul Jinchang Jinchuan                |
|         | ZBLF      | Aeroportul Linfen Qiaoli                    |
|         | ZBLL      | Aeroportul Lüliang                          |
|         | ZBSH      | Aeroportul Qinhuangdao Shanhaiguan          |
|         | ZBSJ      | Aeroportul Shijiazhuang Zhengding           |
|         | ZBTJ      | Aeroportul Internațional Tianjin Binhai     |
|         | ZBTS      | Aeroportul Tangshan Sannühe                 |
|         | ZBYZ      | Aeroportul Bayannur Tianjitai               |
|         | ZLHB      | Aeroportul Qilian                           |
|         | ZLJQ      | Aeroportul Jiayuguan                        |
|         | ZSWY      | Aeroportul Wuyishan                         |
|         | ZSXZ      | Aeroportul Xuzhou Guanyin                   |
|         | ZYJM      | Aeroportul Jiamusi Dongjiao                 |
|         | ZYJX      | Aeroportul Jixi Xingkaihu                   |
|         | ZLLL      | Aeroportul Lanzhou Zhongchuan               |
|         | ZLLN      | Aeroportul Longnan Chengzhou                |
|         | ZMKD      | Aeroportul Khovd                            |
|         | ZWWW      | Aeroportul Internațional Ürümqi Diwopu      |
|         | ZBCD      | Aeroportul Chengde                          |
|         | ZBCF      | Aeroportul Chifeng Yulong                   |
|         | ZBCZ      | Aeroportul Changzhi Wangcun                 |
|         | ZHXY      | Aeroportul Xinyang Minggang                 |
|         | ZMDN      | Aeroportul Donoi                            |
|         | ZWTS      | Aeroportul Tumxuk Tangwangcheng             |
|         | ZPCW      | Aeroportul Cangyuan Washan                  |
|         | ZGZH      | Aeroportul Liuzhou Bailian                  |
|         | ZSQZ      | Aeroportul Quanzhou Jinjiang                |
|         | ZHYC      | Aeroportul Yichang                          |
|         | ZSLG      | Aeroportul Lianyungang                      |
|         | ZLXN      | Aeroportul Xining Caojiabao                 |
|         | ZSJD      | Aeroportul Jingdezhen Luojia                |
|         | ZBAL      | Aeroportul Alxa Left Banner Bayanhot        |
|         | ZBEN      | Aeroportul Ejin Banner Taolai               |
|         | ZBUC      | Aeroportul Ulanqab                          |
|         | ZGSY      | Aeroportul Shaoyang Wugang                  |
|         | ZGYY      | Aeroportul Yueyang Sanhe                    |
|         | ZWRQ      | Aeroportul Ruoqiang Loulan                  |
|         | ZYDU      | Aeroportul Wudalianchi                      |
|         | ZMMG      | Aeroportul Mandalgovi                       |
|         | ZMUG      | Aeroportul Ulaangom                         |
|         | ZMAH      | Aeroportul Arvaikheer                       |
|         | ZMBN      | Aeroportul Bulgan                           |
|         | ZYLD      | Aeroportul Yichun Lindu                     |
|         | ZYYK      | Aeroportul Yingkou Lanqi                    |
|         | ZYYL      | Aeroportul Yilan                            |
|         | ZSFZ      | Aeroportul Internațional Fuzhou Changle     |
|         | ZSCN      | Aeroportul Internațional Nanchang Changbei  |
|         | ZSJN      | Aeroportul Internațional Jinan Yaoqiang     |
|         | ZGBH      | Aeroportul Beihai Fucheng                   |
|         | ZLDL      | Aeroportul Delingha                         |
|         | ZPLJ      | Aeroportul Lijiang Sanyi                    |
|         | ZSOF      | Aeroportul Internațional Hefei Xinqiao      |
|         | ZUKD      | Aeroportul Kangding                         |
|         | ZGSD      | Aeroportul Zhuhai Jinwan                    |
|         | ZGSG      | Aeroportul Shaoguan Guitou                  |
|         | ZWHZ      | Aeroportul Shihezi Huayuan                  |
|         | ZMCD      | Aeroportul Choibalsan                       |
|         | ZWUH      | Aeroportul Wuhai                            |
|         | ZHES      | Aeroportul Enshi Xujiaping                  |
|         | ZHXF      | Aeroportul Xiangyang Liuji                  |
|         | ZSGZ      | Aeroportul Ganzhou Huangjin                 |
|         | ZSGZ      | Aeroportul Old Ganzhou Huangjin             |
|         | ZUYI      | Aeroportul Xingyi Wanfenglin                |
|         | ZBOW      | Aeroportul Baotou Erliban                   |
|         | ZLQY      | Aeroportul Qingyang                         |
|         | ZSLD      | Aeroportul Longyan Guanzhishan              |
|         | ZSYW      | Aeroportul Yiwu                             |
|         | ZUDC      | Aeroportul Daocheng Yading                  |
|         | ZYDD      | Aeroportul Dandong Langtou                  |
|         | ZUBZ      | Aeroportul Bazhong Enyang                   |
|         | ZGMX      | Aeroportul Meixian                          |
|         | ZMBU      | Aeroportul Baruun-Urt                       |
|         | ZSJH      | Aeroportul Chizhou Jiuhuashan               |
|         | ZWFY      | Aeroportul Fuyun Koktokay                   |
|         | ZLXH      | Aeroportul Gannan Xiahe                     |
|         | ZBES      | Aeroportul Arxan Yi'ershi                   |
|         | ZYJD      | Aeroportul Jiagedaqi                        |
|         | ZKWS      | Aeroportul Wonsan                           |
|         | ZWTC      | Aeroportul Tacheng                          |
|         | ZWTN      | Aeroportul Hotan                            |
|         | ZMMN      | Aeroportul Mörön                            |
|         | ZWKC      | Aeroportul Kuqa Qiuci                       |
|         | ZJSY      | Aeroportul Internațional Sanya Phoenix      |
|         | ZPJH      | Aeroportul Internațional Xishuangbanna Gasa |
|         | ZPZT      | Aeroportul Zhaotong                         |
|         | ZGCJ      | Aeroportul Huaihua Zhijiang                 |
|         | ZWNL      | Aeroportul Nalati                           |
|         | ZLTS      | Aeroportul Tianshui Maijishan               |
|         | ZLYA      | Aeroportul Yan'an Nanniwan                  |
|         | ZSAM      | Aeroportul Internațional Xiamen Gaoqi       |
|         | ZUYB      | Aeroportul Yibin Wuliangye                  |
|         | ZHLY      | Aeroportul Luoyang Beijiao                  |
|         | ZUGZ      | Aeroportul Garzê Gesar                      |
|         | ZMUL      | Aeroportul Ölgii                            |
|         | ZBDS      | Aeroportul Ordos Ejin Horo                  |
|         | ZGZJ      | Aeroportul Zhanjiang                        |
|         | ZUJZ      | Aeroportul Jiuzhai Huanglong                |
|         | ZYTN      | Aeroportul Tonghua Sanyuanpu                |
|         | ZUQJ      | Aeroportul Qianjiang Wulingshan             |
|         | ZSYN      | Aeroportul Yancheng Nanyang                 |
|         | ZYHE      | Aeroportul Heihe Aihui                      |
|         | ZBHZ      | Aeroportul Huolinhe                         |
|         | ZSNJ      | Aeroportul Internațional Nanjing Lukou      |
|         | ZMHU      | Aeroportul Khujirt                          |
|         | ZBDH      | Aeroportul Qinhuangdao Beidaihe             |
|         | ZWYN      | Aeroportul Yining                           |
|         | ZSAQ      | Aeroportul Anqing Tianzhushan               |
|         | ZUCK      | Aeroportul Internațional Chongqing Jiangbei |
|         | ZWCM      | Aeroportul Qiemo Yudu                       |
|         | ZSYA      | Aeroportul Yangzhou Taizhou                 |
|         | ZUMT      | Aeroportul Renhuai Maotai                   |
|         | ZSSH      | Aeroportul Huai'an Lianshui                 |
|         | ZUHY      | Aeroportul Hongyuan                         |
|         | ZBAA      | Aeroportul Internațional Beijing            |
|         | ZBHH      | Aeroportul Internațional Hohhot Baita       |
|         | ZGNN      | Aeroportul Nanning Wuxu                     |
|         | ZSNB      | Aeroportul Ningbo Lishe                     |
|         | ZUGY      | Aeroportul Guiyang Longdongbao              |
|         | ZSFY      | Aeroportul Fuyang Xiguan                    |
|         | ZUWX      | Aeroportul Wanzhou Wuqiao                   |
|         | ZLIC      | Aeroportul Yinchuan Hedong                  |
|         | ZLGM      | Aeroportul Golmud                           |
|         | ZSLY      | Aeroportul Linyi Shubuling                  |
|         | ZLSN      | Aeroportul Xi'an Xiguan                     |
|         | ZUBJ      | Aeroportul Bijie Feixiong                   |
|         | ZSBB      | Aeroportul Bengbu                           |
|         | ZGBS      | Aeroportul Baise Bama                       |
|         | ZSZS      | Aeroportul Zhoushan Putuoshan               |
|         | ZBZJ      | Aeroportul Zhangjiakou Ningyuan             |
|         | ZUNZ      | Aeroportul Nyingchi Mainling                |
|         | ZUAS      | Aeroportul Anshun Huangguoshu               |
|         | ZSPD      | Aeroportul Internațional Shanghai Pudong    |
|         | ZUKJ      | Aeroportul Kaili Huangping                  |
|         | ZSDY      | Aeroportul Dongying Shengli                 |
|         | ZYCY      | Aeroportul Chaoyang                         |
|         | ZSSR      | Aeroportul Shangrao Sanqingshan             |
|         | ZWYT      | Aeroportul Yutian                           |
|         | ZYTL      | Aeroportul Internațional Dalian Zhoushuizi  |
|         | ZYAS      | Aeroportul Anshan Teng'ao                   |
|         | ZUUU      | Aeroportul Internațional Chengdu Shuangliu  |
|         | ZWBL      | Aeroportul Bole Alashankou                  |
|         | ZWHM      | Aeroportul Hami                             |
|         | ZBHD      | Aeroportul Handan                           |
|         | ZULS      | Aeroportul Lhasa Gonggar                    |
|         | ZHSN      | Aeroportul Shennongjia                      |
|         | ZSSS      | Aeroportul Internațional Shanghai Hongqiao  |
|         | ZUXC      | Aeroportul Xichang Qingshan                 |
|         | ZLYL      | Aeroportul Yulin Yuyang                     |
|         | ZPSM      | Aeroportul Pu'er Simao                      |
|         | ZUDX      | Aeroportul Dazhou Heshi                     |
|         | ZUGU      | Aeroportul Guangyuan Panlong                |
|         | ZUMY      | Aeroportul Mianyang Nanjiao                 |
|         | ZUNC      | Aeroportul Nanchong Gaoping                 |
|         | ZKSD      | Aeroportul Sondok                           |
|         | ZSWZ      | Aeroportul Internațional Wenzhou Longwan    |
|         | ZKSE      | Aeroportul Samjiyŏn                         |
|         | ZWTP      | Aeroportul Turpan Jiaohe                    |
|         | ZUPS      | Aeroportul Liupanshui Yuezhao               |
|         | ZYBA      | Aeroportul Baicheng Chang'an                |
|         | ZBXZ      | Aeroportul Xinzhou Wutaishan                |
|         | ZSWU      | Aeroportul Wuhu Wanli                       |
|         | ZBXT      | Aeroportul Xingtai Dalian                   |
|         | ZUBD      | Aeroportul Qamdo Bamda                      |
|         | ZMAT      | Aeroportul Altai                            |
|         | ZGLG      | Aeroportul Yongzhou Lingling                |
|         | ZUZY      | Aeroportul Zunyi Xinzhou                    |
|         | ZLZY      | Aeroportul Zhangye Ganzhou                  |
|         | ZULB      | Aeroportul Libo                             |
|         | ZUNP      | Aeroportul Liping                           |
|         | ZSYT      | Aeroportul Yantai Penglai                   |
|         | ZSSM      | Aeroportul Sanming Shaxian                  |
|         | ZMUB      | Aeroportul Internațional Chinggis Khaan     |
|         | ZGSZ      | Aeroportul Internațional Shenzhen Bao'an    |
|         | ZSNT      | Aeroportul Nantong Xingdong                 |